# Tlalcosahua

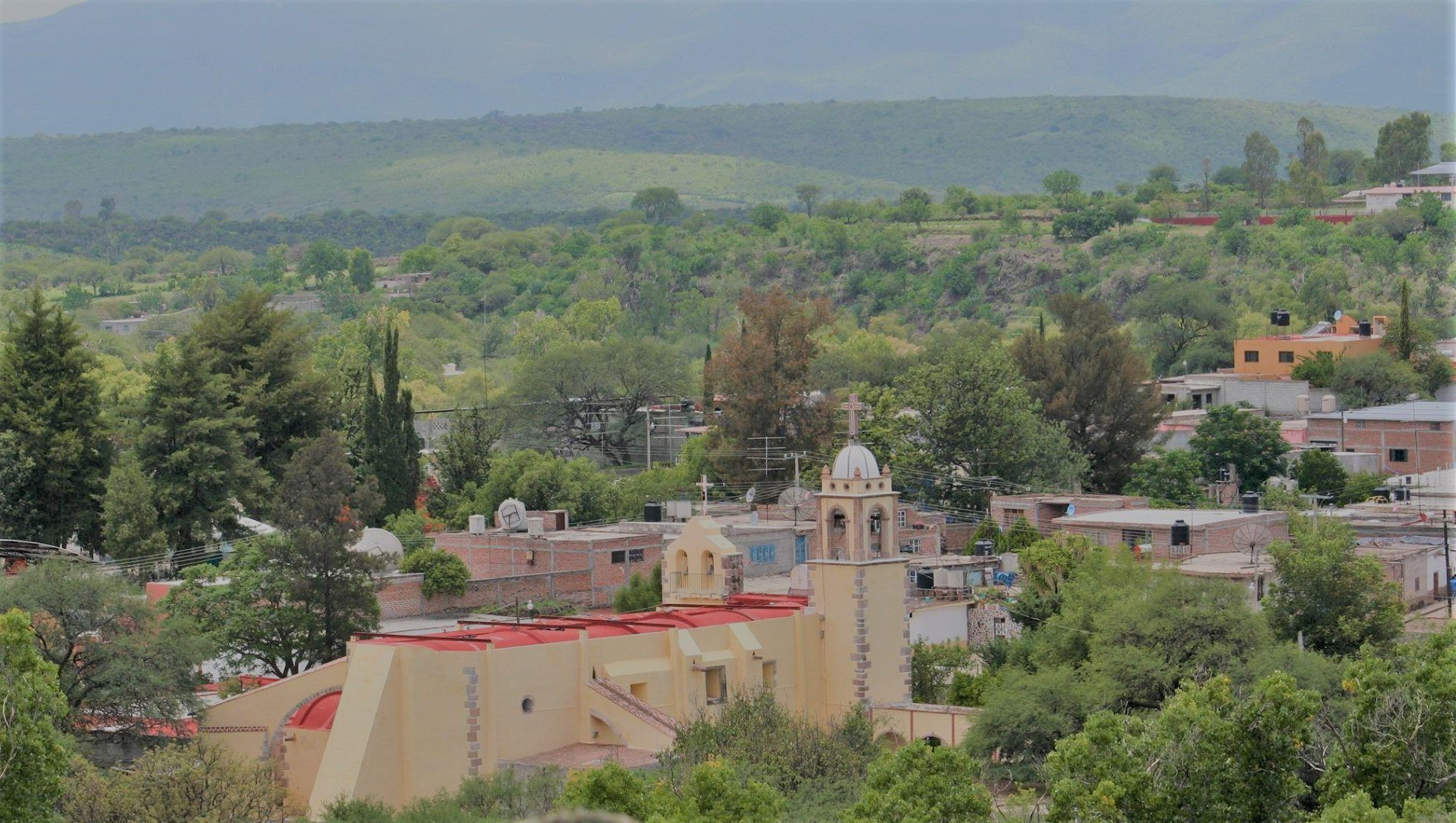
Tlalcosahua.

Tlalcosahua är en ort i Huejúcar kommun i Jalisco i Mexiko. Orten hade 567 invånare vid folkräkningen år 2020.

## Kända personer
- Valkiria, fribrottare (2000–)